# Chinesische Dreikielschildkröte
Die Chinesische Dreikielschildkröte (Mauremys reevesii) ist eine Art der Bachschildkröten. Sie ist stark gefährdet.
Synonyme sind unter anderem Emys reevesii, Chinemys reevesii, Damonia unicolor, Clemmys unicolor, Geoclemys paracaretta und Chinemys pani.

## Merkmale
Charakteristisch sind die drei Kiele auf dem Rückenpanzer, von denen der mittlere größer als die seitlichen ist. Bei älteren Exemplaren sind die seitlichen Kiele weniger deutlich als bei Jungtieren. Der längliche, stark gewölbte Panzer hat eine dunkelolivfarbene bis schwarzbraune Färbung; der Bauchpanzer kann heller sein. Die mittleren Rückenschuppen (Vertebralschilde) sind breiter als lang und sechsseitig, nur die erste ist fünfseitig. Die schmalen Randschilde (Marginalia) bilden einen glatten Rand.
Am Kopf wird die gräulich-schwarze oder bräunliche Grundfarbe durch seitliche hellgelbe Streifen unterbrochen, die an den Augen beginnen, sich als Streifen, Schnörkel oder Flecken über die ganze Halsunterseite ausbreiten und sich am Nacken einander annähern, wo noch ein zentraler Streifen dazwischen liegt. Ähnliche, eher verwischte Längsstreifen sind auch auf der Unterseite von Schwanz und Extremitäten festzustellen. Es gibt auch eine komplett schwarze Form, die entweder von Anfang an oder als Alters-Melanismus bei erwachsenen Männchen auftreten kann. Männchen erreichen meist nur eine Panzerlänge von 11 bis 14 Zentimetern, bei einer Maximallänge von knapp 24 Zentimetern; Weibchen können hingegen bis zu 30 Zentimeter lang werden, haben aber einen kürzeren Schwanz.

## Lebensweise

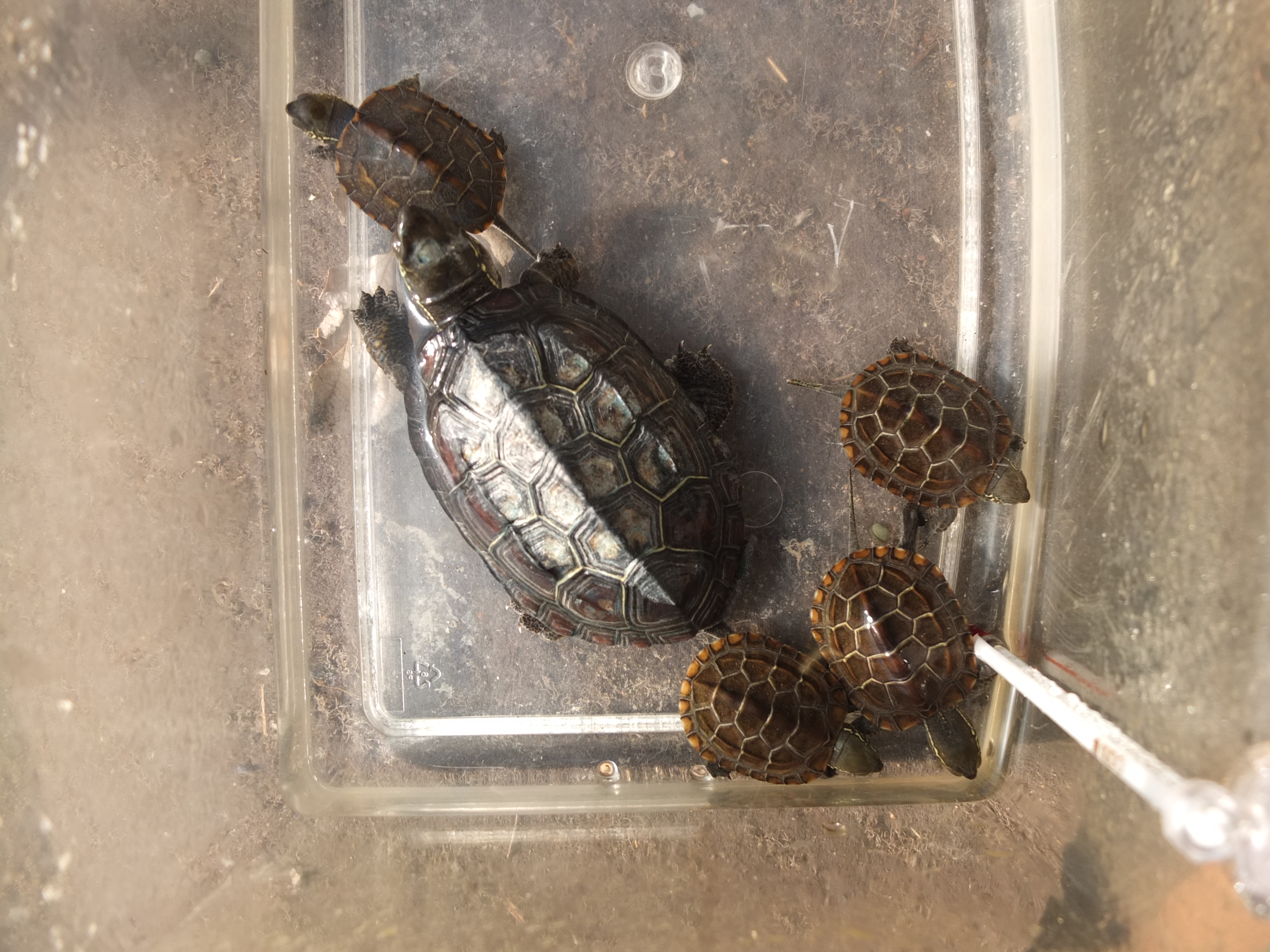
Jungtiere der Chinesischen Dreikielschildkröte und ein älteres Exemplar

Mit fünf bis sechs Jahren werden Weibchen in Gefangenschaft geschlechtsreif. Zur Balz verfolgen die Männchen die Weibchen, schwimmen um sie herum und versuchen unermüdlich, die Schnauzen aneinander zu reiben. Ein Weibchen kann jährlich mehrere Gelege mit jeweils drei bis sechs Eiern ablegen, die nach etwa 60 bis 90 Tagen schlüpfen. Die Chinesische Dreikielschildkröte zeigt eine temperaturabhängige Geschlechtsdetermination: Bei einer Inkubationstemperatur von 26 °C schlüpfen mehr Männchen, bei 29 °C ist die Verteilung ausgewogen und bei 32 °C schlüpfen mehr Weibchen. Jungtiere halten sich meistens im Wasser auf, obwohl manche Schlüpflinge schlecht schwimmen. Ältere Tiere verbringen mehr Zeit an Land unter der Bodenvegetation.
Die Chinesische Dreikielschildkröte ist omnivor und ernährt sich von einer großen Vielfalt an Pflanzen, vor allem Wasserpflanzen, und kleinen Tieren, darunter Schnecken. Jungtiere ernähren sich eher karnivor, mit zunehmendem Alter wird mehr pflanzliche Nahrung verzehrt.

## Lebensraum und Verbreitung
Die Chinesische Dreikielschildkröte lebt in und am Süßwasser von Flüssen, Quellen, Sümpfen und Teichen, vor allem in bewachsenen flachen Tümpeln, Teichen und Sumpfgebieten im Tiefland sowie in landwirtschaftlich genutzten Feuchtgebieten. Sie kommt im gemäßigten und subtropischen China südlich des Jangtsekiang und westlich von Guangdong sowie in Hongkong und auf der koreanischen Halbinsel vor. In Taiwan wurde sie erstmals 1934 verzeichnet und möglicherweise durch Menschen eingeführt; in den 1970er Jahren war sie noch im Taipeh-Becken anzutreffen, inzwischen ist sie aber nur noch auf Kinmen zu finden, wo sie Teiche mit Ufervegetation bevorzugt.
Sie kommt auch auf den japanischen Hauptinseln Honshū, Shikoku und Kyūshū und angrenzenden Inseln bis zu den Ryūkyū-Inseln vor. Nach Japan wurde die Chinesische Dreikielschildkröte vermutlich aus den Nachbarländern eingeführt; die ältesten literarischen Erwähnungen oder Zeichnungen stammen aus der späten Edo-Zeit, ein Knochenfund aus Fukuyama stammt aus einem Fundkontext der späten Muromachi-Zeit (Mitte bis spätes 15. Jahrhundert).
In Palau, den Philippinen, Timor und Timor-Leste wurde sie ebenfalls durch Menschen eingeführt.
Außerdem wird sie seit den frühen 1990ern oft in Gefangenschaft gehalten. In kommerziellen Schildkrötenfarmen ist sie mit einigen Millionen Tieren die häufigste Wasserschildkröte mit hartem Panzer; im Jahr 2002 verkauften Schildkrötenfarmen in China über 500.000 Chinesische Dreikielschildkröten.

## Gefährdung
Die wildlebenden Populationen sind durch intensives Absammeln für Verzehr, Verwendungen in der traditionellen chinesischen Medizin und Haustierhandel sowie durch Habitatzerstörung und -degradation aufgrund von Urbanisierung und Umweltverschmutzung stark gefährdet. Ab den 1980ern verschwand die Chinesische Dreikielschildkröte innerhalb von 30 Jahren aus der Hälfte ihres früheren Verbreitungsgebietes. In direkter Konkurrenz zu ihr steht die unter anderem in Südkorea durch Menschen eingeführte Rotwangen-Schmuckschildkröte. Die Chinesische Dreikielschildkröte gilt seit 2000 als stark gefährdet (endangered) und wird seit 2005 im Appendix III (China) des Washingtoner Artenschutzübereinkommens geführt.

## Forschungsgeschichte

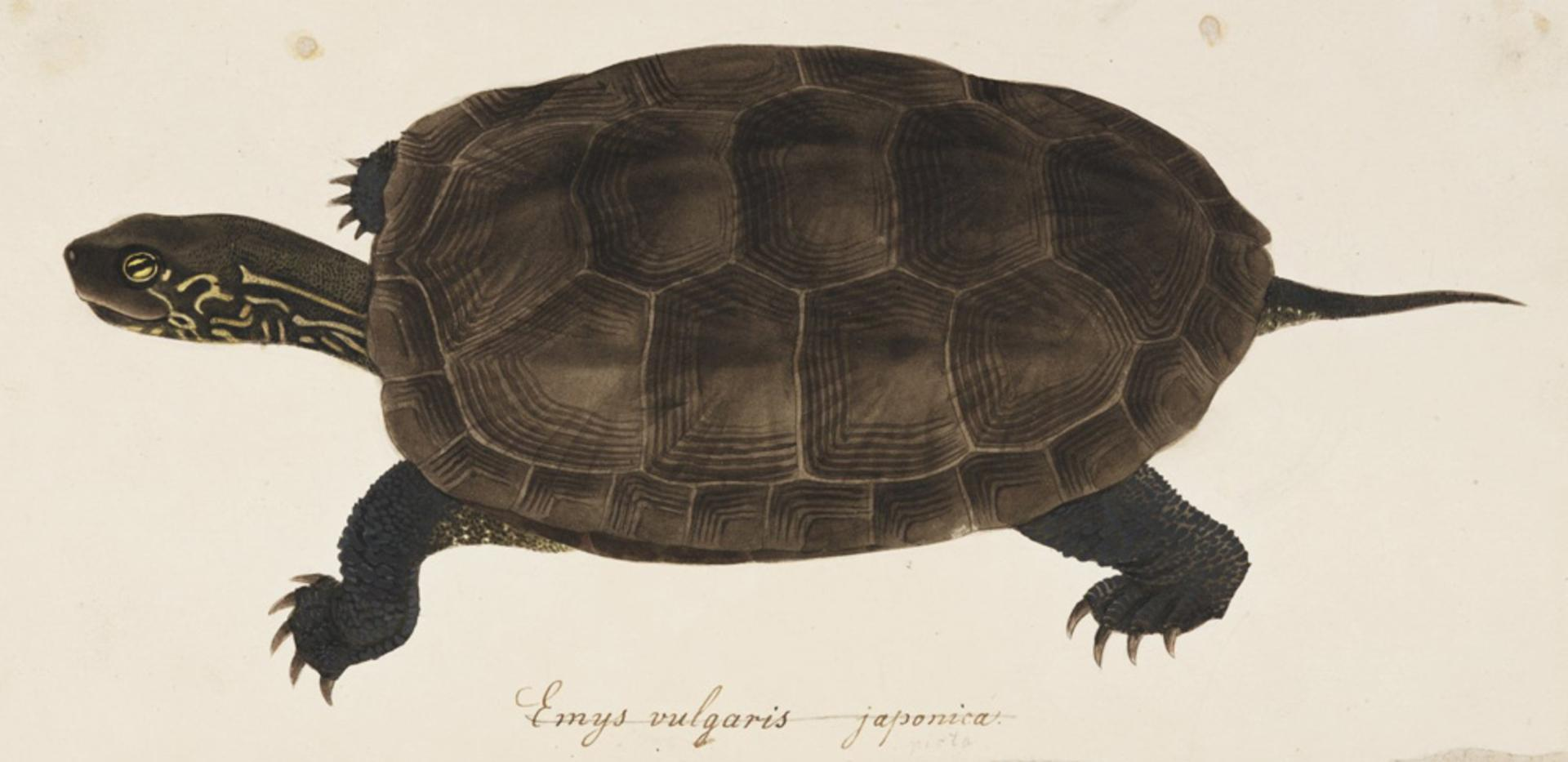
Als Emys vulgaris japonica betitelte Zeichnung einer Chinesischen Dreikielschildkröte (Kawahara Keiga, 1820er)

Erstbeschrieben wurde die Chinesische Dreikielschildkröte 1831 von John Edward Gray als Emys reevesii. Sie ist nach John Russell Reeves (1804–1877) benannt, der im Dienste der Britischen Ostindien-Kompanie Pflanzen und Tiere nach Großbritannien sandte.
Hermann Schlegel beschrieb sie 1840 anhand von drei Exemplaren aus Japan als Emys vulgaris picta und erläuterte die Unterschiede zur Japanischen Sumpfschildkröte; damals galt die Chinesische Dreikielschildkröte noch als einheimisch in Japan. 1852 wurde sie von Auguste Duméril als Emys japonica beschrieben, wobei er auf die charakteristischen drei Kiele hinwies und somit nicht die Japanische Sumpfschildkröte meinte.
Karl Patterson Schmidt beschrieb sie 1925 und ausführlicher 1927 anhand eines männlichen Exemplars aus China als Geoclemys grangeri in Unterscheidung zu Geoclemys reevesii. 1946 ordnete Bryan P. Glass ein älteres Exemplar aus Hengyang, das er im Rahmen einer Sammlung dem Agricultural and Mechanical College of Texas überließ, als Geoclemmys reevesi ein.
2004 wurde die Gattung Chinemys nach genetischen Studien in Mauremys integriert; Molekularanalysen zufolge bildet die Chinesische Dreikielschildkröte mit M. japonica, M. sinensis und M. nigricans zusammen eine monophyletische Gruppe.

## Artabgrenzung und Hybriden

### Chinemys megalocephala
Chinemys megalocephala Fang 1934 (Synonym: Mauremys megalocephala) wurde 1989 mit der Chinesischen Dreikielschildkröte gleichgesetzt, da sie abgesehen von dem vergrößerten Kopf morphometrisch nicht zu unterscheiden ist. Allerdings wurden Unterschiede im Karyotyp der zwei Formen festgestellt; davon ausgehend wurde eine Stellung als Unterart vorgeschlagen. Andere Hypothesen sehen Chinemys megalocephala als ernährungsabhängige Form oder Hybride der Chinesischen Dreikielschildkröte mit einer anderen Art.

### Mauremys pritchardi
Pritchards Bachschildkröte wurde 1997 von William Patrick McCord als Mauremys pritchardi beschrieben. Sie ist nur aus dem Haustierhandel, aber in großer Anzahl bekannt. Genetischen Analysen zufolge handelt es sich um eine Hybride aus Gelber Sumpfschildkröte (mütterlicherseits) und Chinesischer Dreikielschildkröte (väterlicherseits). Es ist unbekannt, wann oder ob „Mauremys“ × pritchardi als natürliche Hybride oder in asiatischen Schildkrötenzuchten entstand. Diese Hybriden sind fertil; erfolgreiche Nachzuchten sind bis zur zweiten Generation nachgewiesen.

### Weitere Hybriden
Die Chinesische Dreikielschildkröte kann auch Hybriden mit den folgenden Arten bilden: Japanische Sumpfschildkröte (väterlicher- oder mütterlicherseits), Chinesische Rothalsschildkröte, Amboina-Scharnierschildkröte (Gefangenschaftshybride mit Cuora amboinensis kamaroma), Vietnamesische Pfauenaugen-Sumpfschildkröte und Chinesische Streifenschildkröte (väterlicher- oder mütterlicherseits). Die Vielzahl an bekannten Hybriden geht vermutlich auf die häufige Haltung und Zucht der Chinesischen Dreikielschildkröte zurück, die immer wieder auch mit anderen Altwelt-Sumpfschildkröten zusammen gehalten wird.